# Marszewo (Gdynia)

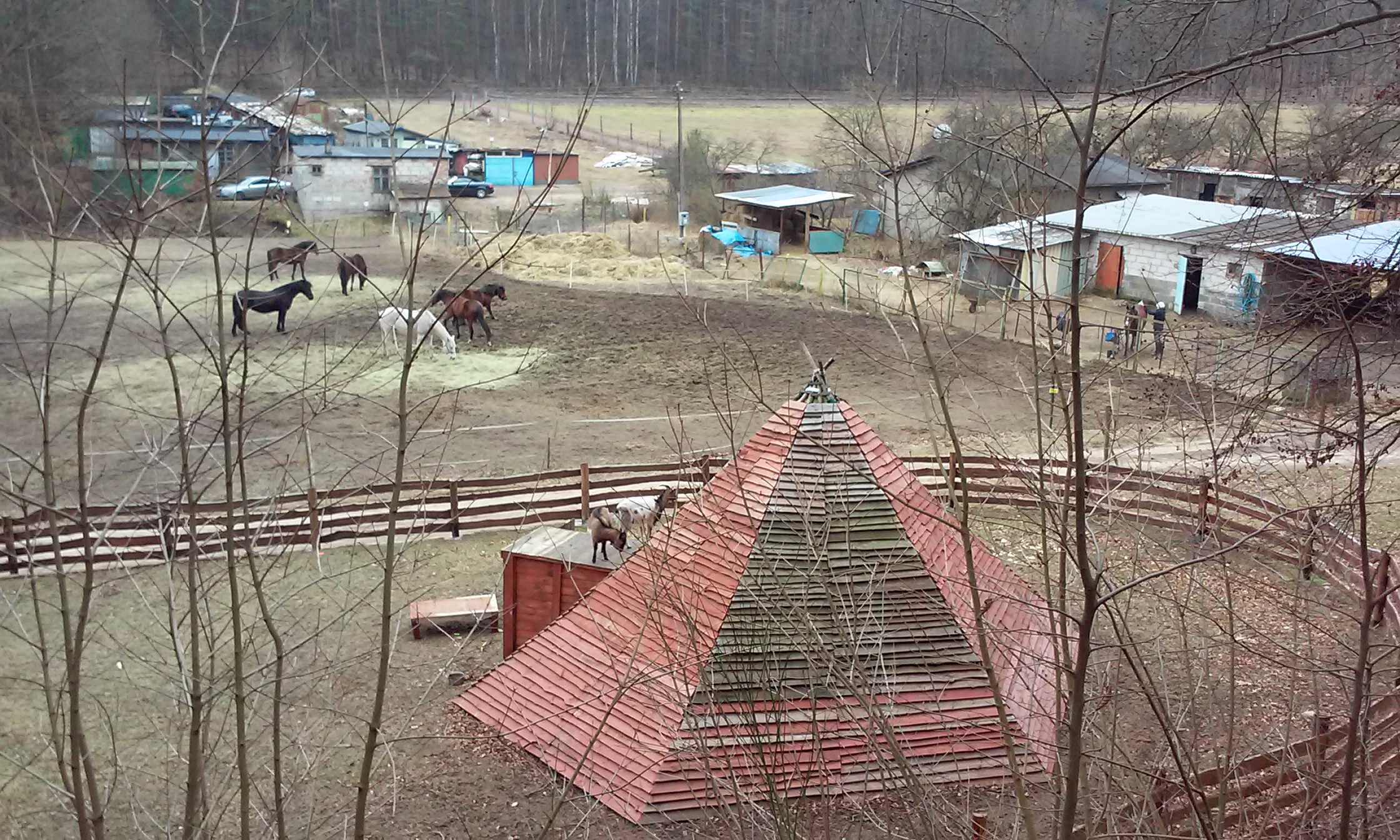
Szkoła jazdy konnej w Marszewie

Marszewo (niem. Marschau, kaszb. Marszéwò) – niewielka osada leśna w granicach Gdyni, leżąca na terenie dzielnicy Pustki Cisowskie-Demptowo. Zlokalizowana w Trójmiejskim Parku Krajobrazowym, rozciąga się wzdłuż drogi Gdynia Chylonia – Koleczkowo (ul. Marszewska) na odcinku około 3 km. Sama ul. Marszewska jest drugą pod względem długości ulicą Gdyni (7286 m).
Pierwsze wzmianki o Marszewie (wymienianym wówczas także pod nazwą Maszewo) pochodzą z XVII w., kiedy było ono jedną z osad wchodzących w skład tzw. Chylońskich Pustek.

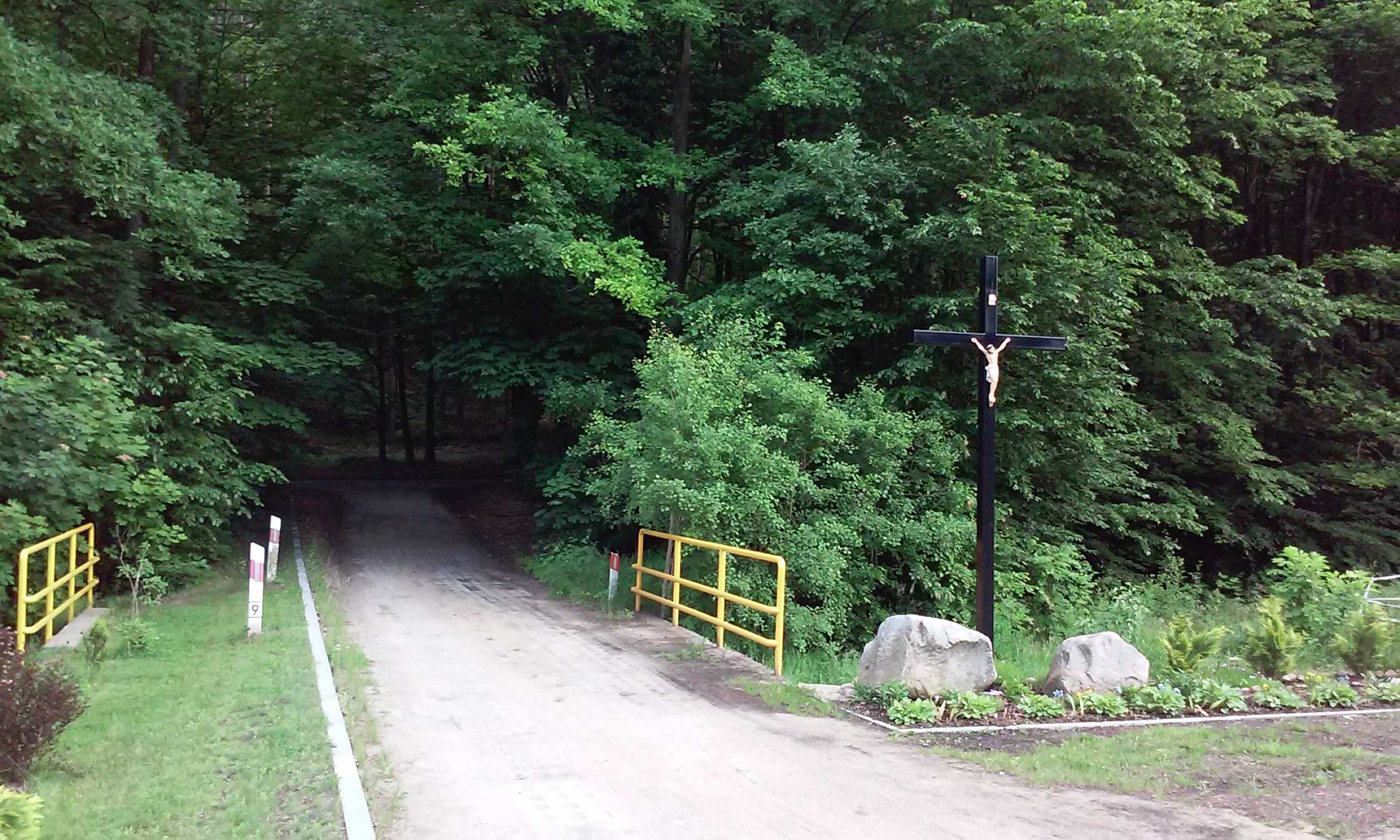
Mostek na Potoku Marszewskim

Przy ul. Marszewskiej 4 swoją siedzibę ma Leśnictwo Cisowa. Ponadto do II wojny światowej na przeciwległym krańcu osady (obecnie ul. Marszewska 5) mieściła się gajówka. Dziś w jej okolicy zlokalizowany jest Leśny Ogród Botaniczny „Marszewo”.
W lesie niedaleko Marszewa znajdują się pozostałości kompleksu niemieckich bunkrów z II wojny światowej.
Od października 2007 przez Marszewo przebiega szlak turystyczny "Wejherowski", oznaczony kolorem czerwonym. Przecina on osadę, następnie kierując się w okolice kompleksu byłych bunkrów.